# Plački vrh
Plački vrh (510 m) je grič v severovzhodni Sloveniji v naselju Podigrac v občini Kungota in meji z Avstrijo. Na njem stoji 28 metrov visok razgledni stolp, s katerega vidimo daleč v notranjost Avstrije.